# (4159) Freeman
(4159) Freeman est un astéroïde de la ceinture principale.

## Description
(4159) Freeman est un astéroïde de la ceinture principale. Il fut découvert le 5 avril 1989 à l'Observatoire Palomar par Eleanor Francis Helin. Il présente une orbite caractérisée par un demi-grand axe de 2,55 UA, une excentricité de 0,07 et une inclinaison de 15,2° par rapport à l'écliptique.

## Compléments